# 短吻三线舌鳎
短吻三线舌鳎（学名：Cynoglossus abbreviatus），又名短舌鰨、短吻舌鰨、牛舌、龍舌、扁魚、皇帝魚，为輻鰭魚綱鰈形目鰨亞目舌鰨科舌鰨屬下的一个种，分布於印度西太平洋區，包括日本、韓國、台灣、中國、香港、印尼等海域，棲息深度20-85公尺，體長可達30公分，棲息在沙泥底質大陸棚底層水域，以底棲性無脊椎動物為食，生活習性不明，可做為食用魚。